# Spoonerism
Un spoonerism este o deformare intențonată a exprimării, în care consoanele corespunzătoare, vocalele sau morfemele sunt comutate între două cuvinte dintr-o frază (vezi Metateză). Este numit astfel după englezul William Archibald Spooner (1844-1930), faimos pentru acest tip de calambururi.
Câteva exemple simple:
- În loc să spui Somnul domnului, să spui Domnul somnului.
- În loc de Toamna doamnei, să spui Doamna toamnei.
- Fii cu noi, nu fii gunoi! (textul unui spot publicitar)
- Nesimțire grasă în loc de Nesimțire crasă.
- Vrem să fim cazați, nu gazați.
- Vox populi, vox dei (Vocea poporului, vocea domnului), nu Box populi, box dei. (deformare lansată de Ion Luca Caragiale).
- Vă dați zeama ? în loc de Vă dați seama?
Chiar dacă spoonerismele sunt considerate, în mod obișnuit, ca alunecări ale limbii, ele pot fi, de asemenea, utilizate intenționat ca jocuri de cuvinte.

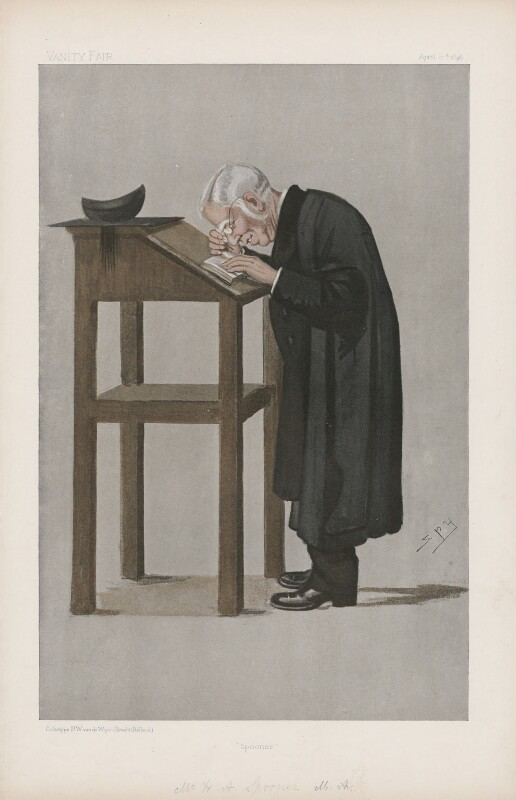
Spooner, caricaturaturizat de Spy (Leslie Ward) în Vanity Fair, aprilie 1898

## Utilizare populară
În termeni moderni, „spoonerismul” se referă, în general, la orice schimbare de sunete în acest mod. El este foarte popular printre vorbitorii de limbă engleză, în schimb, în limba română, spoonerisme, ca în engleză, de genul Resident Pagan (în loc de President Reagan) sunt mai greu de făcut, din cauza rarității paronimelor.